# Eginolfus von Lausanne
Eginolfus († 19. Januar 985) war von 968 bis 985 Bischof von Lausanne. 

## Leben
Eginolfus entstammte einer wohlhabenden Familie, die über Besitztümer im Bereich der Abtei St. Gallen verfügte. Er wuchs in St. Gallen auf. Vermutlich als Kandidat Ottos I. wurde er 968 Bischof von Lausanne. Eginolfus nahm im Dezember 981 in Rom an einem Treffen zwischen Kaiser Otto II. und Papst Benedikt VII. teil. Auf der Rückreise machte er in St. Gallen dem Abt Immo und den Ordensbrüdern verschiedene Schenkungen.